# El Milano
El Milano is een gemeente in de Spaanse provincie Salamanca in de regio Castilië en León met een oppervlakte van 22,66 km². El Milano telt 123 inwoners (1 januari 2016).

## Demografische ontwikkeling
Bron: INE, 1857-2011: volkstellingen